# Firmin Bernicat
 (décembre 2023).
Si vous disposez d'ouvrages ou d'articles de référence ou si vous connaissez des sites web de qualité traitant du thème abordé ici, merci de compléter l'article en donnant les références utiles à sa vérifiabilité et en les liant à la section « Notes et références ».
Claude Firmin Bernicat, né à Lyon, le 13 janvier 1842 et mort à Asnières le 5 mars 1883, est un compositeur français d'opérettes.

## Biographie
C’est probablement dans sa ville natale que Firmin Bernicat commence ses études musicales, avant de gagner Paris au milieu des années 1860. Il y suit les cours d’harmonie de Jules Duprato, sans doute au Conservatoire de Paris.
Il commence sa carrière dans les cafés-concerts parisiens. Il travaille souvent pour l’Eldorado, où il présente de petits spectacles lyriques au destin éphémère, mais qui lui permettent de « se faire la main ». Il gagne également sa vie comme arrangeur musical et orchestrateur pour certains de ses collègues, dont Robert Planquette.
Il écrit des chansons pour les vedettes de l’époque : Le Chemin des noisettes ou La Pigeonne. Il aborde aussi la scène et donne une trentaine d’ouvrages, la plupart en un acte, opérettes et saynètes bouffes ou sentimentales, par exemple Ali Pot-d’rhum (1869), Les Cadets de Gascogne, Le Cornette ou encore Une aventure de la Clairon.
Après des débuts difficiles, il finit par attirer l’attention du directeur des Fantaisies-Parisiennes de Bruxelles qui produit son premier ouvrage en trois actes, Les Beignets du Roi, sur un livret d'Albert Carré et Paul Ferrier. Créée le 10 février 1882, la pièce remporte un vif succès auquel n'assiste pas Bernicat dont la santé fragile ne lui permet pas de quitter Paris. Il souffrait de tuberculose.
Le succès des Beignets du Roi lui permet d’obtenir le livret de François les bas-bleus. Il y travaille lorsque la maladie l'emporte, le 5 mars 1883. L’éditeur de Bernicat, Enoch & Costallat, qui était également celui d’André Messager, demande à celui-ci de terminer la partition. Messager, alors au tout début de sa carrière, accepte ce travail. François les bas-bleus est créé aux Folies-Dramatiques de Paris. La pièce se joue jusqu’au 10 mars 1884 (131 représentations). L’opérette fut ensuite régulièrement reprise à Paris.

## Œuvres
- 1876 : Le Bouvier, chant rustique, parole de Théodore Massiac